# Paul Scholten (rechtsgeleerde)
Paulus (Paul) Scholten (Amsterdam, 26 augustus 1875 – aan boord van m.s. Delftdijk, op weg naar Canada, 1 mei 1946) was een Nederlands rechtsgeleerde die van 1907 tot 1945 hoogleraar aan de Universiteit van Amsterdam was. Scholtens vakgebied was hoofdzakelijk het burgerlijk recht, maar hij heeft ook belangrijke bijdragen geleverd aan de rechtsfilosofie. Scholten wordt gerekend tot de invloedrijkste Nederlandse juristen van de twintigste eeuw; zijn Algemeen deel van de Asser-serie is een klassieker in de Nederlandse rechtsliteratuur geworden.

## Levensloop
Na het Stedelijk Gymnasium (het latere Barlaeus Gymnasium) in Amsterdam gevolgd te hebben, studeerde Scholten van 1893 tot 1898 rechtswetenschap aan de Universiteit van Amsterdam. Op 25 mei promoveerde hij daar cum laude op het proefschrift Schadevergoeding buiten overeenkomst en onrechtmatige daad; promotor was Johannes Houwing. Na zijn promotie was Scholten enige tijd werkzaam als advocaat te Amsterdam, waar hij vanaf 1903 ook rechter-plaatsvervanger bij de rechtbank Amsterdam was. In 1906 keerde hij terug naar de universiteit als lector in het burgerlijk recht en burgerlijke rechtsvordering, ter tijdelijke vervanging van de zieke Houwing. Op 26 juni 1907 werd hij benoemd tot gewoon hoogleraar in het Romeins recht, als opvolger van Max Conrat; hij hield zijn oratie, getiteld De waarde van het Romeinsche recht, op 7 oktober 1907. In 1910, na het emeritaat van zijn leermeester Houwing, werd de leeropdracht uitgebreid met burgerlijk recht en burgerlijk procesrecht. In 1914 verruilde hij het Romeinse recht voor de encyclopedie van het recht en het oudvaderlands recht en vanaf 1927 betrof zijn leeropdracht het burgerlijk recht en de rechtsfilosofie.
Een belangrijk wapenfeit van Scholten is de oprichting van de Rechtshogeschool van Batavia in 1924. Scholtens biograaf Chorus noemt die onderneming zelfs "een kantelpunt" in het leven van Scholten. Scholten kreeg er niet alleen een bredere blik op het leven door, maar ook een blijvende fascinatie voor het Indonesische volk.
In het academisch jaar 1931-1932 was Scholten rector magnificus van de UvA. Hoewel het rectoraat doorgaans overging op basis van anciënniteit van de hoogleraren, was Scholten enige jaren later dan hem op basis daarvan toekwam rector: in 1932 vierde de universiteit haar driehonderdjarig bestaan (gerekend vanaf de oprichting van het Athenaeum Illustre op 8 januari 1632) en Scholten, die bekendstond als een bekwaam organisator, moest de feestelijkheden leiden. Zijn rectorale diesrede op 8 januari 1932 was getiteld Recht en gerechtigheid en behandelde de verhouding tussen Sein en Sollen in het recht, waarbij hij onder meer verwees naar de Oostenrijkse rechtsgeleerde Hans Kelsen. Bij de feestelijkheden in juni van dat jaar reikte hij onder andere eredoctoraten uit aan Willem de Vlugt, Ernst Heldring en Henri Polak en werd hij zelf benoemd tot commandeur in de Orde van Oranje-Nassau.
Hij was een vooraanstaande Amsterdamse rechtsgeleerde, die zich in de oorlog inzette voor geestelijke weerbaarheid van de Nederlanders. Scholten doceerde in Amsterdam als hoogleraar onder meer Romeins recht, burgerlijk recht en wijsbegeerte van het recht. Hij was een autoriteit op het gebied van privaatrecht, en was de oprichter van het Amsterdams Lyceum in 1916 en van de Rechtshogeschool in Batavia in 1924. Scholten was voorts zeer actief op onderwijskundig, godsdienstig en juridisch gebied, met grote culturele en sociale belangstelling. In de oorlog protesteerde hij krachtig tegen de Jodenvervolging en schendingen van het recht. Hij leidde de Nationale Adviescommissie, die onder meer de leden van het nood-parlement benoemde. Politiek oriënteerde hij zich op de Vrijzinnig-Democratische Bond en later de Christelijk-Historische Unie voor welke partij hij in 1945 zitting nam in de Eerste Kamer; op 9 februari 1946 werd hij lid van de pas opgerichte PvdA (Partij van de Arbeid).
Scholten overleed op 70-jarige leeftijd aan boord van m.s. Delftdijk, op weg naar Canada, waar hij met zijn vrouw zijn dochter zou bezoeken. Hij werd begraven te Hamilton. Hij was de vader van advocaat en rechtsgeleerde Geb Scholten, eveneens hoogleraar aan de UvA, en de latere minister van Justitie Ynso Scholten.

## Loopbaan
- rector magnificus Gemeentelijke Universiteit te Amsterdam, 1931-1932
- verbannen naar Valkenburg (Lb.), vanaf 9 april 1942
- ballingschap te Hulshorst, vanaf september 1942
- voorzitter Nationale Advies Commissie (adviescollege voor de samenstelling van de Voorlopige Staten-Generaal), van 20 juli 1945 tot 16 november 1945
- voorzitter adviescommissie Zuiveringsbesluit 21 juni 1945 tot 15 april 1946
- lid Hoog College zuivering rechterlijke macht vanaf 3 december 1945
- lid Eerste Kamer der Staten-Generaal, van 18 december 1945 tot 1 mei 1946

## Nevenfuncties
- lid bestuur en voorzitter Nederlandsch Bijbelgenootschap
- rechter-plaatsvervanger te Amsterdam, van juli 1903 tot juli 1915
- redacteur Weekblad voor Privaatrecht, Notaris-ambt en Registratie (WPNR), van 1907 tot 1930
- raadsheer-plaatsvervanger gerechtshof te Amsterdam, van 5 juli 1915 tot 1935
- annotator Nederlandse Jurisprudentie, van 1926 tot 1942
- lid Onderwijsraad, van 1927 tot 1935
- voorzitter van de Nederlandse Juristen-Vereniging, 1927-1928
- lid Staatscommissie voor onderzoek van het probleem van de revolutionaire volksvertegenwoordigers (Staatscommissie-Koolen), van 12 februari 1934 tot 16 juni 1934
- voorzitter Academisch Steunfonds Duitse Emigranten oktober 1933 tot 1940
- redacteur tijdschriften Onze Eeuw, Synthese, De Schakel, en Woord en Wereld (hoofdredacteur)
- voorzitter Reorganisatie-Commissie Nederlandse Hervormde Kerk 1936-1938
- leider Comité-Scholten ('Pauliden'), vanaf 1941 (groep jongeren die onder zijn leiding spraken over de naoorlogse politiek; deelnemers o.a. Schermerhorn, Wiardi Beckman, Van Walsum en Conny Patijn)

## Verenigingen, sociëteiten, genootschappen
- lid Letterkundige Gymnasiasten Vereniging "Disciplina Vitae Scipio"
- lid van dispuut V.O.N.D.E.L.
- ab-abctis lustrumsenaat Amsterdamsche Studenten Corps 1896-1897
- lid en secretaris K.N.A.W. (Koninklijke Nederlandse Akademie van Wetenschappen) vanaf april 1924

## Publicaties
verschillende juridische werken en artikelen (zie bibliografieën van R.J. Polak, in: Paul Scholten etc. (1946))